# Freixido de Baixo
Freixido de Baixo (llamada oficialmente Freixido de Abaixo) es un lugar situado en la parroquia de Freixido, del municipio español de Petín, en la provincia de Orense, Galicia.

## Demografía
| Gráfica de evolución demográfica de Freixido de Baixo entre 2000 y 2023 |
|                                                                         |
| Datos según el nomenclátor publicado por el INE.                        |